# Paul a Virginie
Paul et Virginie (1788, Paul a Virginie nebo také Pavel a Virginie) je milostný a výchovný román francouzského preromantického spisovatele Jacquese-Henriho Bernardina de Saint-Pierre, zobrazující na pozadí exotické přírody afrického ostrova dva mladé lidi, kteří se do sebe nevinně zamilují, ale jejich láska nakonec skončí tragicky. Román je považován za inspirační zdroj pro Chateaubriandovu novelu Atala.

## Vznik a charakteristika románu
Román poprvé vyšel jako součást čtvrtého dílu autorova díla Etudes de la nature (1784-1788, Studie o přírodě), ve kterém Bernardin de Saint-Pierre chápe přírodu jako harmonický celek a racionalisticky objektivní popisy střídá osobním přístupem a lyrickými vyznáními. Autor v románu, samostatně vydaném v roce 1789, líčí idilycký život malého společenství v exotickém prostředí ostrova Île de France (dnešní Mauricius) podle principu šťastného, resp. vznešeného divocha jím obdivovaného Jeana-Jacqeuse Rousseaua a rozvíjí v něm jeho myšlenku, že dobrota je člověku dána přirozeně, a proto je nutné jej chránit před škodlivými společenskými vlivy, protože příroda už sama vychová mladého člověka pro život. Členové popisovaného společenství žijí v sociální rovnosti a ve vzájemné harmonii, bez násilí a neklidu, společně pracují aby si zajistili prostředky k obživě, a vytvářejí z okolní krajiny úrodnou zahradu i přírodní park. Tato moralistně utopická společnost je později narušena konvencemi a stinnými stránkami civilizace (stavovské rozdělení, otrokářství, dogmatický výklad víry, touha po majetku), které ji zničí.

## Obsah románu

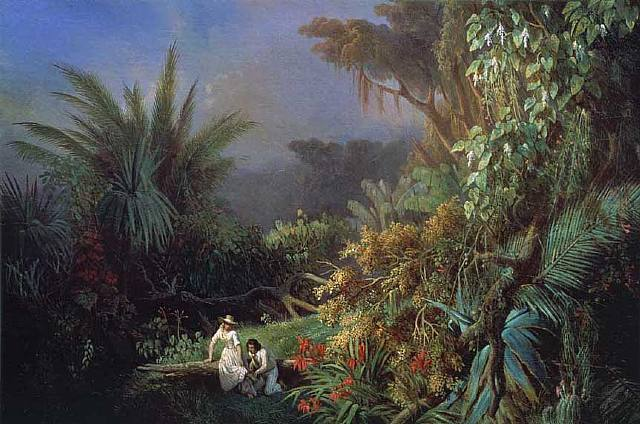
Pharamond Blanchard: Paul et Virginie (1844)

Příběh se odehrává poblíž Port-Loius, hlavního města tehdejší francouzské kolonie Île de France, které Bernardin de Saint-Pierre osobně poznal během svého tříletého pobytu, takže prostředí děje je autentické. Začíná rámcovým vyprávěním jednoho mladého muže, který není v románu nijak blíže specifikován. Tento muž rád chodí na místo, odkud může pozorovat ruiny dvou malých opuštěných chýší. Jednoho dne zde potká starého muže s bílými vlasy a ušlechtilým výrazem a zeptá se ho, zda něco o chýších neví. Stařec, který osobně znal jejich obyvatele, mu pak s bolestnou vzpomínkou na zašlý čas a ztracené přátele vylíčí příběh Paula a Virginie.

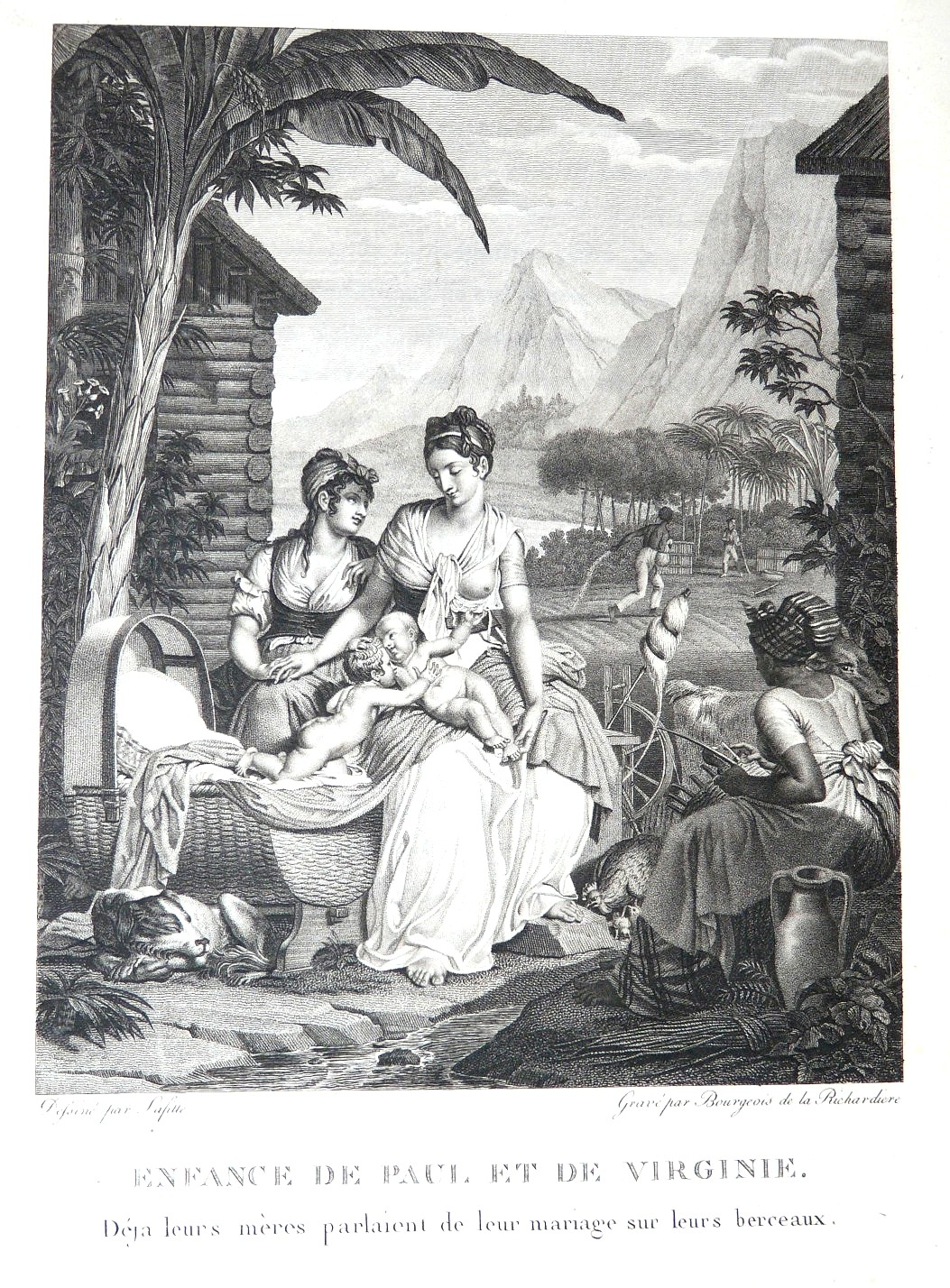
Ilustrace z vydání románu z roku 1806

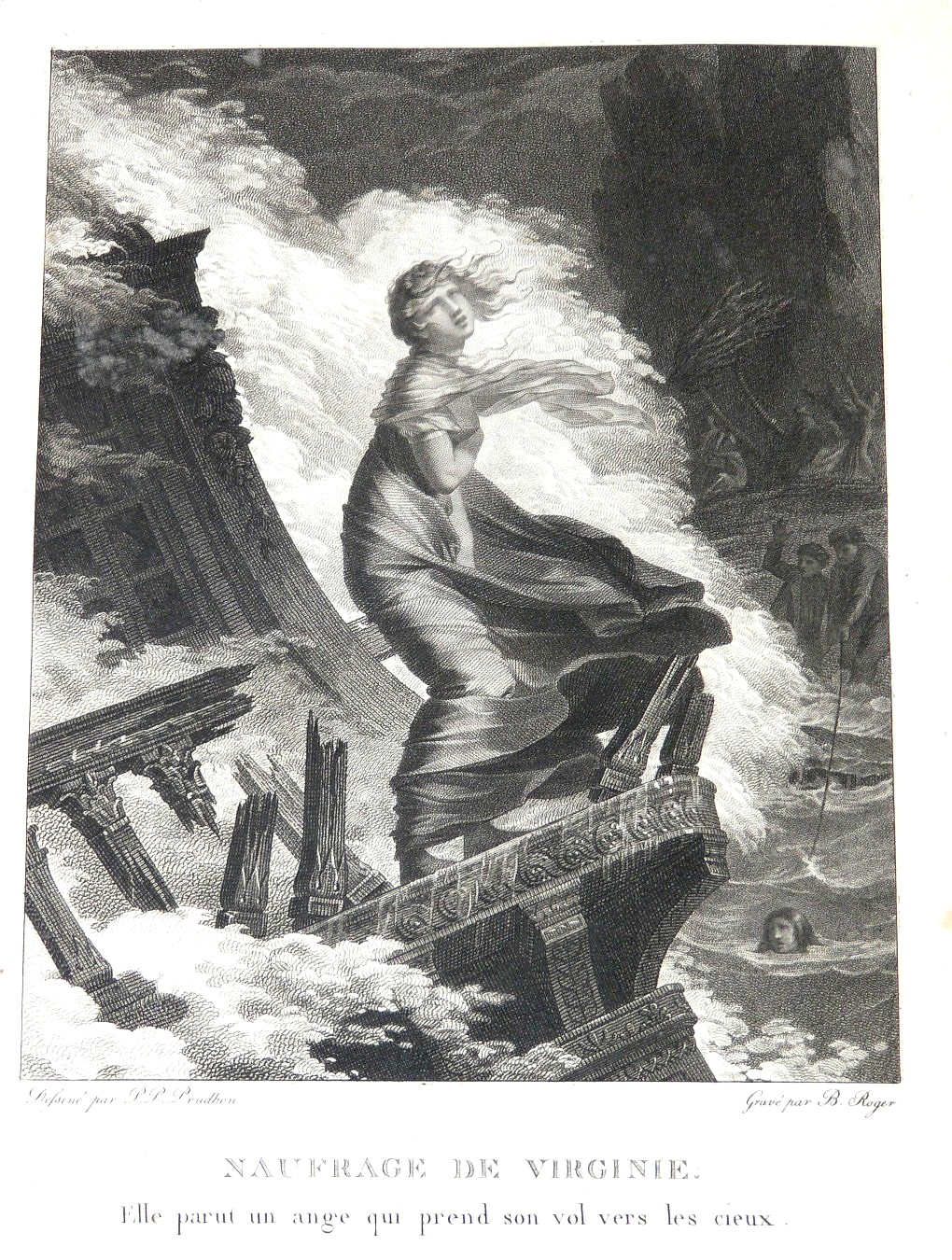
Ztroskotání lodi Saint-Géran, ilustrace z vydání románu z roku 1806

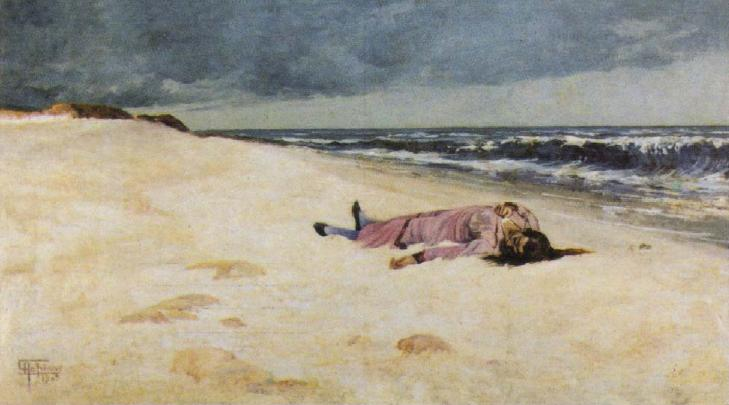
Antônio Parreiras: Morte de Virgínia (1905)

Paul a Virginie jsou dětmi starostlivých matek, vyloučených z oficiální francouzské společnosti. Paní de la Tour, matka Virginie, pocházela z Normandie, z bohaté šlechtické rodiny, provdala se však za neurozeného muže a tak se jí vlastní rodina zřekla. Navíc jí manžel brzy zemřel při obchodní cestě na blízký Madagaskar a paní de la Tour se v těhotenství usídlila na Île de France. Matka Paula Markéta (Marguerite) byla prostého venkovského původu. Zamilovala se do šlechtice, který ji v těhotenství opustil. Tento hřích odešla skrýt do míst vzdálených od jejího rodiště.
Paul a Virginie spolu vyrůstají od narození na izolovaném tropickém ostrově, kde na ně nemá současná francouzská společnost žádný vliv. Díky harmonickému působení přírody a idylickým rodinným vztahům se z nich stali ctnostní mladí lidé, kteří k sobě v době dospívání pocítí nevinnou lásku. Jejich matky, které se mezitím spřátelily, plánují jejich sňatek.
Utopický charakter života na ostrově je však také narušován, a to otrokářstvím. Obě rodiny sice také vlastní otroky, ale ti jsou považování za členy rodiny. K odsouzení otrokářství dochází v okamžiku, kdy k chýším dorazí zbičovaná a hlady padající otrokyně. Virginie jí okamžitě poskytne jídlo a s Paulem navštíví jejího majitele, aby jí odpustil.
Idyla končí v okamžiku, kdy paní de la Tour přijde dopis od její tety, která zve Virginii do Francie a slibuje jí poskytnout řádné vzdělání, šlechtický titul a odkázání veškerého majetku. Virginie odjet nechce, ale matka ji společně s místním duchovním a guvernérem ostrova přesvědčí, že jde o boží plán, který je nutno uposlechnout. Během její nepřítomnosti, se Paul trápí starostí o ni a o její city vůči němu. Naučí se číst a psát, aby si mohl s Virginií dopisovat. Ta není ve Francii šťastná a po více než dvou letech se vrací na lodi Saint-Géran domů. Nicméně přírodní síly v podobě bouře jí již návrat do ztraceného ráje nedovolí, a Virginie při převržení lodi umírá před Paulovýma očima (ztroskotání lodi Saint-Géran je skutečnou událostí, která se odehrála roku 1744).
Starý vypravěč pak svému mladému posluchači ještě sdělí, že Paul, naprosto zdrcený ztrátou své milované, po dvou měsících zemřel. Pak zemřela i jeho matka Markéta, brzy následována paní de la Tour. Román končí pláčem starého vypravěče příběhu i jeho mladého posluchače.

## Adaptace

### Hudba
- Rodolphe Kreutzer: Paul a Virginie (1791, Paul et Virginie), opera, resp. hra s drobnými ariemi (arietami), text Edmond de Favières.[8]
- Jean-François Le Sueur: Paul a Virginie aneb Triumf ctnosti (1794, Paul et Virginie ou le Triomphe de la vertu), opera, libreto Alphonse du Congé Dubreuil.[9]
- Louis-Antoine Jullien: Paul a Virginie (asi 1855. Paul et Virginie), valčík.[10]
- Victor Massé: Paul a Virginie (1876, Paul et Virginie), opera, libreto Jules Barbier a Michel Carré.[11]
- Jean-Jacques Debout: Paul a Virginie (1992, Paul et Virginie), muzikál.[12]

### Film a televize
- Paul and Virginia (1910), americký němý film, režisér neznámý.
- Paul and Virginia (1912), americký němý film, režisér neznámý.
- Paulo e Virgínia (1924), brazilský němý film, režie Francisco de Almeida Fleming.
- Paul et Virgínie (1924), francouzský němý film, režie Robert Péguy.
- Pablo y Virginia (1970), epizoda z argentinského televizního seriálu Alta comedia, režie Carlos Berterreix.
- Paul et Virgínie (1974), francouzský televizní seriál, režie Pierre Gaspard-Huit.
- Pablo y Virginia (1975), venezuelský televizní film, režie José Antonio Ferrara.[13]

## Česká vydání
- Pavel a Virginia, Praha: Václav Špinka 1836, přeložil Prokop Ondrák.
- Pavel a Virginie, Praha: Bedřich Rohlíček 1855, přeložil Prokop Ondrák.
- Pavel a Virginie, Praha: Jaroslav Pospíšil 1884, přeložil Josef Antonín Voráček.
- Pavel a Virginie, Praha: Josef R. Vilímek 1906, přeložila Eliška Řehákova.
- Paul a Virginie, Praha: Ludvík Bradáč 1925, přeložil Josef Maria Augusta.
- Pavel a Virginie, Praha: Jan Otto 1931, přeložil Otakar Šetka.
- Pavel a Virginie; Indická chatrč; Suratská kavárna, Praha: Vladimír Orel 1931, přeložila Božena Polívková.